# La Bâtie-des-Fonds
La Bâtie-des-Fonds ist eine französische Gemeinde mit 4 Einwohnern (Stand 1. Januar 2022) im Süden des Départements Drôme in der Region Auvergne-Rhône-Alpes. Sie liegt unterhalb des 1261 m hohen Col de Carabès, der den Übergang vom Tal der Drôme in das Tal der Aiguebelle und anschließend in das Buëch-Tal vermittelt. In der Gemarkung befindet sich die Quelle der Drôme, nach der auch das Département benannt ist.

## Bevölkerungsentwicklung

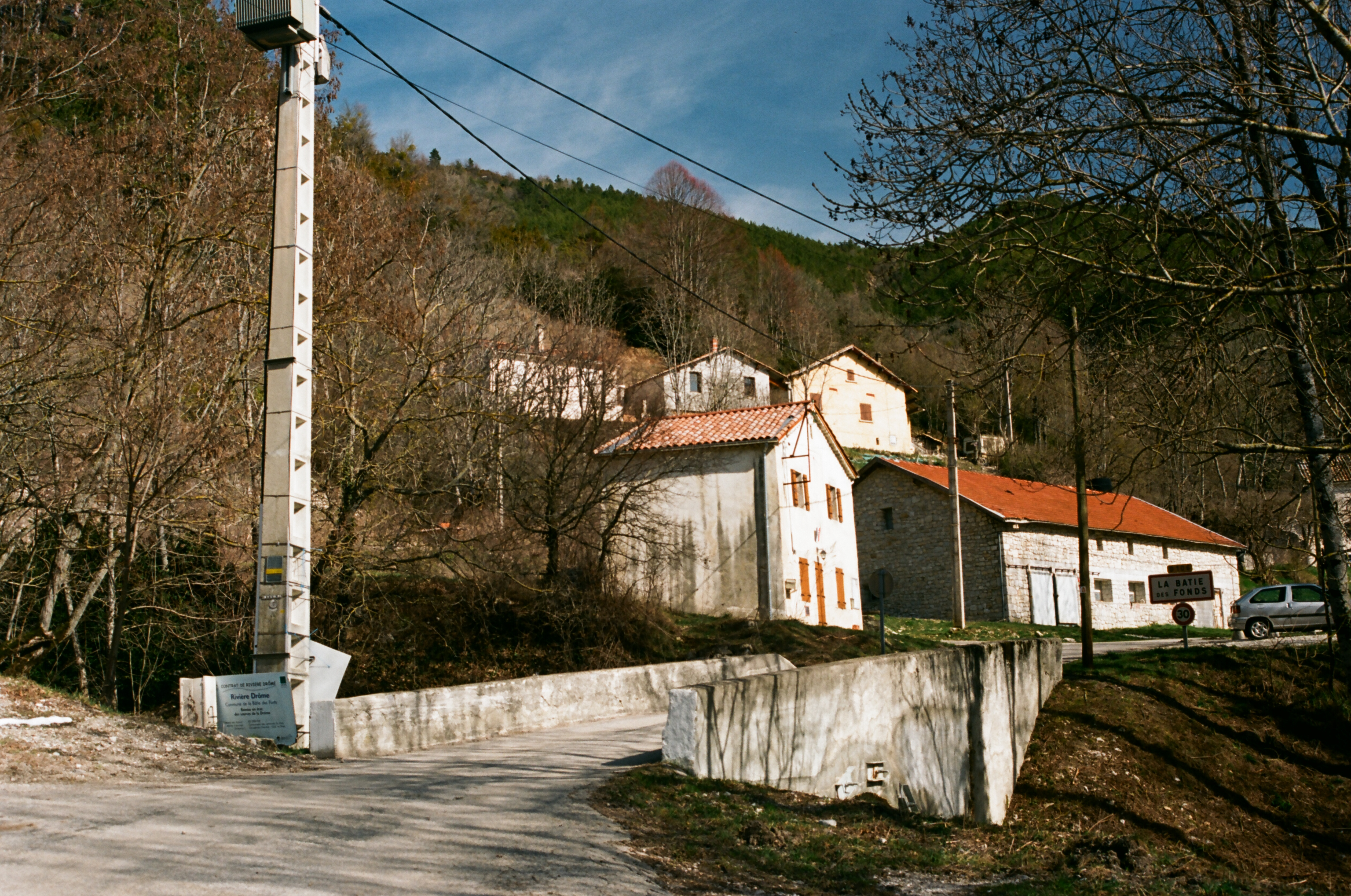
Blick auf das fast ausgestorbene Dorf La Bâtie-des-Fonds

| Jahr                       | 1962 | 1968 | 1975 | 1982 | 1990 | 1999 | 2007 | 2018 |
| Einwohner                  | 14   | 11   | 9    | 17   | 8    | 10   | 8    | 3    |
| Quellen: Cassini und INSEE |      |      |      |      |      |      |      |      |